# Crocidura nigrofusca
Crocidura nigrofusca es una especie de musaraña de la familia Soricidae.

## Distribución geográfica
Se encuentra en Angola, Burundi, República Centroafricana, República Democrática del Congo, Etiopía, Kenia, Ruanda, Sudán del Sur, Uganda y Zambia.